# Прапор Берислава
Пра́пор Берислава - офіційний символ міста Берислав.

## Опис
Прапор міста Берислава являє собою прямокутне полотнище синього кольору з білою облямівкою по периметру. У центрі зображена біла вежа з фортечною стіною. Прапор повторює кольори гербового щита та його канта.